# Thuy
Thuy ist eine französische Gemeinde mit 18 Einwohnern (Stand 1. Januar 2022) im Département Hautes-Pyrénées in der Region Okzitanien (vor 2016: Midi-Pyrénées). Sie gehört zum Arrondissement Tarbes und zum Kanton Les Coteaux.

## Geographie
Die Gemeinde Thuy liegt am Fluss Arros auf dem Plateau von Lannemezan, circa 15 Kilometer östlich von Tarbes in der historischen Provinz Bigorre.
Umgeben wird Thuy von den drei Nachbargemeinden:
| Cabanac |                                             | Peyriguère |
|         | Kompassrose, die auf Nachbargemeinden zeigt |            |
|         | Goudon                                      |            |

## Einwohnerentwicklung
Nach Beginn der Aufzeichnungen stieg die Einwohnerzahl bis zur Mitte des 19. Jahrhunderts auf einen Höchststand von rund 65. In der Folgezeit sank die Größe der Gemeinde bei kurzen Erholungsphasen bis zur Jahrtausendwende auf rund 15 Einwohner, bevor eine Phase mit mäßigem Wachstum einsetzte, die bis heute anhält.
| Jahr      | 1962 | 1968 | 1975 | 1982 | 1990 | 1999 | 2006 | 2011 | 2022 |
| --------- | ---- | ---- | ---- | ---- | ---- | ---- | ---- | ---- | ---- |
| Einwohner | 23   | 20   | 16   | 20   | 16   | 14   | 15   | 17   | 18   |

## Wirtschaft und Infrastruktur
Thuy liegt in den Zonen AOC der Schweinerasse Porc noir de Bigorre und des Schinkens Jambon noir de Bigorre.

### Verkehr
Thuy wird von der Route départementale 20 durchquert.